# Umri Pragane Balapur
Umri Pragane Balapur é uma vila no distrito de Akola, no estado indiano de Maharashtra.

## Demografia
Segundo o censo de 2001, Umri Pragane Balapur tinha uma população de 16,262 habitantes. Os indivíduos do sexo masculino constituem 52% da população e os do sexo feminino 48%. Umri Pragane Balapur tem uma taxa de literacia de 79%, superior à média nacional de 59.5%: a literacia no sexo masculino é de 83% e no sexo feminino é de 74%. Em Umri Pragane Balapur, 12% da população está abaixo dos 6 anos de idade.